# Taquarussu
Taquarussu (también escrito como Taquaruçu) es un distrito de la ciudad de Palmas, capital del estado de Tocantins, en Brasil. 

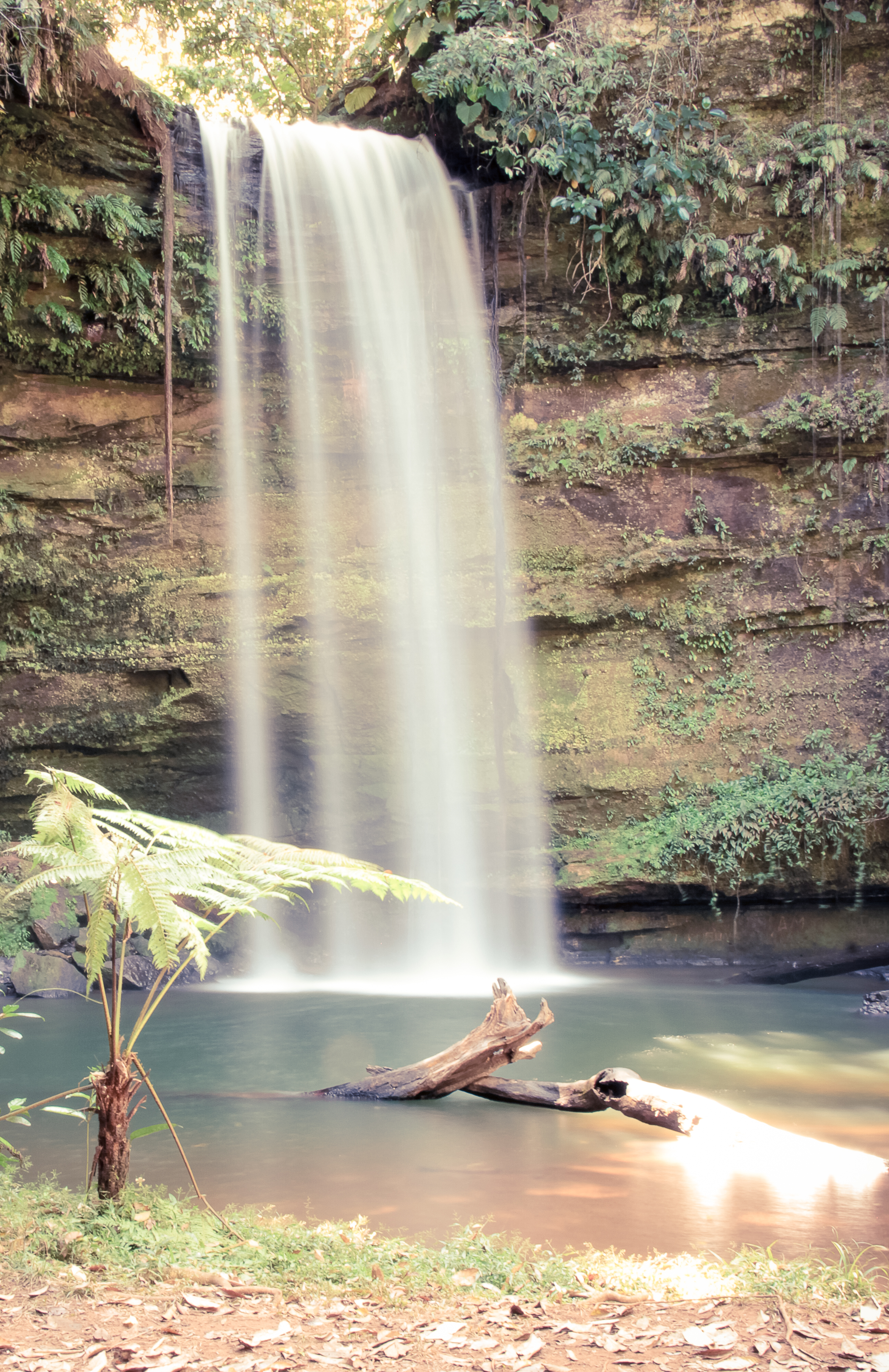
Cachoeira do Edilson

Situado a 32 km del centro de la ciudad, es un polo de interés ecoturístico famoso por sus muchas cascadas (cachoeiras), rodeadas por una naturaleza exuberante. Muchos habitantes de la ciudad acuden a la zona para aliviarse de las altas temperaturas por su agradable microclima, bañándose en las cascadas, practicando deportes como el rápel, comiendo en sus restaurantes y asistiendo a conciertos y otros eventos culturales.
Su hospitalaria población es famosa por los productos de artesanía elaborados con recursos naturales como el capim dourado (un mimbre muy fino de color dorado muy apreciado para bisutería), los cocos y hojas de la palmera babaçu, y simientes de diversas plantas.